# Luc Kassi
Luc Kassi (* 20. August 1994, Abidjan; vollständiger Name Aketchi Luc-Martin Kassi) ist ein ivorischer Fußballspieler.

## Karriere
Luc Kassi unterschrieb im Jahr 2012 an seinem 18. Geburtstag einen Vertrag bei Stabæk Fotball. In seiner ersten Spielzeit bei Stabæk bekam er fünf Einsätze und blieb dabei torlos. In jener Saison stieg der Verein aus der Eliteserien in 1. Division ab. In der zweiten Liga war Kassi mit 26 Einsätzen bereits Stammspieler und trug sieben Tore zum direkten Wiederaufstieg bei. In den folgenden Spielzeiten, die Stabæk alle in der Eliteserien bestritt, wurde er stets über 20 Mal eingesetzt. 2023 wechselte er zum färöischen Erstligisten KÍ Klaksvík und gewann dort seine erste Meisterschaft.

### Erfolge
- 1× Färöischer Meister: 2023
- 1× Färöischer Supercup-Sieger: 2023